# Jerry J. O’Connell

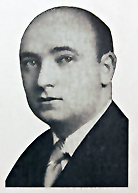
Jerry J. O’Connell (1936)

Jerry Joseph O’Connell (* 14. Juni 1909 in Butte, Montana; † 16. Januar 1956 in Great Falls, Montana) war ein US-amerikanischer Politiker. Zwischen 1937 und 1939 vertrat er den Bundesstaat Montana im US-Repräsentantenhaus.

## Frühe Jahre und politischer Aufstieg
Jerry O’Connell besuchte die Schulen seiner Heimat und dann bis 1931 das Carroll College in Helena sowie bis 1934 die Georgetown University in Washington, D.C. Außerdem studierte er noch Jura. O’Connell wurde Mitglied der Demokratischen Partei. Zwischen 1931 und 1934 saß er als Abgeordneter im Repräsentantenhaus von Montana. Von 1934 bis 1936 war er Mitglied eines Ausschusses der Staatsregierung von Montana, der sich mit den öffentlichen Dienstleistungen befasste (Public Service Commission).

## Kongressabgeordneter
Bei den Kongresswahlen des Jahres 1936 wurde Jerry O’Connell als Nachfolger von Joseph P. Monaghan ins US-Repräsentantenhaus gewählt. Dieses Mandat übte er zwischen dem 3. Januar 1937 und dem 3. Januar 1939 aus. Im Jahr 1938 wurde er nicht wiedergewählt und musste seinen Sitz an Jacob Thorkelson abtreten. Im Jahr 1940 scheiterte eine weitere Kandidatur für den Kongress.

## Weiterer Lebenslauf
Nach dem Ende seiner Zeit in der Bundeshauptstadt Washington arbeitete O’Connell als Rechtsanwalt in Butte. Im Jahr 1944 war er Delegierter zur Democratic National Convention in Chicago, auf der Franklin D. Roosevelt zum vierten und letzten Mal als Präsidentschaftskandidat der Partei nominiert wurde. Danach zog er nach Seattle im Staat Washington. Dort war er zwischen 1944 und 1947 im Vorstand der Demokratischen Partei. Im Jahr 1950 kehrte er nach Montana zurück, wo er in Great Falls bis zu seinem Tod im Januar 1956 als Anwalt arbeitete.